# Gracia y Justicia
Gracia y Justicia fue una revista de humor político, de aparición semanal, publicada en Madrid entre 1931 y 1936, durante la Segunda República Española.

## Historia
Con domicilio en la avenida de Pi y Margall nº 9, su primer número apareció el 5 de septiembre de 1931. Vinculada a la Editorial Católica y al diario monárquico La Nación, bajo la dirección de Manuel Delgado Barreto, figuraron en ella excelentes dibujantes y caricaturistas como Areuger (seudónimo de Gerardo Fernández de la Reguera y Aguilera), K-Hito (seudónimo de Ricardo García López), Kin (seudónimo de Joaquín de Alba), Orbegozo, Fervá, Morán, Prieto, Almanzor o Soravilla, entre otros. Como redactores, Juan Delgado Barreto (hermano de Manuel), Luciano de Taxonera, Joaquín Belda, Alfonso Senra y César González Ruano.
Llegó a tener tiradas medias por encima de 200 000. A comienzos de 1933, su tirada alcanzó los 250 000 ejemplares, cifra muy superior a la de los principales periódicos de la época. Autodefinido en sus comienzos como Órgano extremista del humorismo nacional, a partir del núm. 33, de fecha 26 de abril de 1932, pasó a denominarse Órgano extremista del humorismo popular.
La revista habría supuesto, según José Ramón Montero Gibert, «la mejor expresión del humor burdo, grosero y bajo de que fueron capaces las derechas a partir de 1931», y para Montero Pérez Hinojosa «el mejor exponente de la prensa demagógica de su época». Sin embargo Martín Sánchez opina que la dureza de las críticas en Gracia y Justicia fue menor —y con un tono más «socarrón»— que en el El Siglo Futuro, más agresivas estás últimas. La publicación usaba el recurso satírico de tachar de masones de manera sistemática a los políticos republicanos, dentro de la llamada «conspiración judeo-masónico-comunista-internacional». Su objetivo ha sido definido como el de «combatir a la República». Se destacaron especialmente los ataques contra Manuel Azaña, quien habría sido «la gran obsesión de la revista». Para ello se utilizaría sin escrúpulos «la técnica periodística de la degradación», llegando a publicar esquelas mortuorias o a insinuar la homosexualidad de algunos políticos republicanos (entre ellos el propio Azaña), e incluso se hicieron chistes de ministros gravemente enfermos (como el caso de Jaime Carner, que moriría al poco tiempo de cáncer). A pesar de estos excesos, desde la oposición derechista siempre hubo quejas hacia el Gobierno azañista de falta de libertad de expresión. Aunque se afirma que pudo estar financiada por la CEDA, la revista, además de a los políticos republicanos de izquierda, también criticó a aquella y a su líder, José María Gil Robles. La revolución de Asturias de 1934 fue interpretada en clave de obra de cine, en la que la masonería habría sido «la directora» y las fuerzas socialistas y comunistas «actores» de aquella.
Respecto a sus afinidades, desde los primeros números Gracia y Justicia se identificó con las opciones políticas más extremistas de la derecha española. Ya en su quinto número, el 3 de octubre de 1931, apoyaba explícitamente la candidatura de José Antonio Primo de Rivera a diputado por Madrid, dando a conocer al hijo del dictador entre sus lectores, además, con una gran fotografía del mismo a dos columnas. La revista mantenía, en lo político, una línea editorial de tipo autoritario. En este sentido, se ridiculizó la incipiente democracia mediante diversos recursos satíricos (publicando su esquela de defunción, representándola como una vieja de rostro cadavérico, o mediante calificativos despectivos). A partir de 1933, con la llegada de Hitler al poder en Alemania, se acentúa el alineamiento con quienes propugnan para España una solución de tipo fascista, colaborando Gracia y Justicia «a la creación del clima necesario y apropiado para justificar esta situación».
De formato tabloide (380 mm por 300 mm) y a cuatro columnas, constaba de dieciséis páginas en blanco y negro. La portada y la contraportada reproducían una única caricatura a toda página y a dos tintas, roja y negra, lo que constituía una novedad en la prensa española de la época. La portada de la publicación se reservó normalmente para una ilustración de Areuger.
Gracia y Justicia fue suspendida durante cuatro meses, entre agosto y diciembre de 1932, por el gobierno de Manuel Azaña, en aplicación de la «Ley para la defensa de la República», a causa de la intentona militar de agosto de 1932, la llamada «Sanjurjada», si bien fue sustituida por Bromas y Veras, que se publicó entre el 20 de octubre de 1932 y el 3 de marzo de 1933.
Su último número, el 217, apareció el 15 de febrero de 1936. Su contraportada reproducía una caricatura de Kin que señalaba la trascendencia del resultado en las elecciones del día siguiente, 16 de febrero. La clausura de Gracia y Justicia se produciría, efectivamente, pocos días después.